# Chiara Civello
Chiara Civello (née le 15 juin 1975 à Rome en Italie), est une chanteuse-compositrice et pianiste italienne. Diplômée de l'école de musique de Berklee, elle vit et chante entre New York, Rome et Rio.

## Discographie
- 2005 : Last Quarter Moon
- 2007 : The Space Between
- 2012 : Al Posto Del Mondo
- 2014 : Canzoni
- 2018 : Eclipse
- 2020 : Chansons. International french standards
- 2022 : Sono come sono